# Павлова, Надежда Анатольевна
Надежда Анатольевна Павлова (род. 22 июля 1980, Ижевск) — оперная певица (сопрано), солистка Пермской оперы, Заслуженная артистка Российской Федерации (2018), лауреат премии Золотая маска 2017 года.

## Биография
В 1997 году закончила музыкальную школу им. С. И. Танеева во Владимире. В том же году стала обладательницей Гран-при Всероссийского конкурса детского творчества «Жар-птица» (1997, Иваново). В 2001 году с отличием окончила музыкальное училище в Иванове, вокальное отделение. Во время учебы в 2000 году стала лауреатом I премии Всероссийского конкурса студентов-вокалистов (Иваново). В 2004 году, будучи студенткой Петрозаводской консерватории, завоевала II премию Международного конкурса «Искусство XXI век» (Киев).
В 2006 году, после окончания консерватории, была приглашена в труппу Музыкального театра Республики Карелия (Петрозаводск), где работала до 2012 года. В этом театре исполнила несколько партий в операх, опереттах и мюзиклах, в том числе Виолетта («Травиата» Верди), Микаэла («Кармен» Бизе), Рита («Рита, или побитый муж» Доницетти, под назв. «Любовь на четверых»), Галатея («Прекрасная Галатея» Зуппе), Адель («Летучая мышь» Иоганна Штрауса-сына), Глория (мюзикл «Ах, как бы нам пришить старушку» Марка Самойлова), Марья Антоновна (мюзикл «Инкогнито из Петербурга» Виктора Плешака). Дважды стала лауреатом Высшей театральной премии Республики Карелия «Онежская маска»: за исполнение партии Риты в опере «Любовь на четверых» (2007), Галатеи в оперетте «Прекрасная Галатея» (2008).
В 2011-м окончила аспирантуру Петрозаводской консерватории под руководством Валерия Дворникова.
В 2012 году завоевала II премию Конкурса вокалистов Международного Собиновского фестиваля (Саратов). Дирижёром во втором туре конкурса был Валерий Платонов, который заметил певицу и пригласил её стать солисткой Пермской оперы.
В 2012 году Павлова дебютировала в Пермской опере в партии Марфы («Царская невеста» Римского-Корсакова). Среди других партий в Перми — Олимпия («Сказки Гофмана» Оффенбаха), Фея («Золушка» Массне, под назв. «Синдерелла, или Сказка о Золушке»), Сюзанна («Оранго» Шостаковича), Донна Анна («Дон Жуан» Моцарта, номинация на «Золотую маску» — лучшая женская роль), Марта («Пассажирка» Вайнберга), Адель («Летучая мышь» Иоганна Штрауса-сына), Луиза («Обручение в монастыре» Прокофьева). В 2015 году стала лауреатом Премии города Перми в сфере культуры и искусства имени А. Немтина.
В январе 2013 года исполнила партию Виолетты в «Травиате» Верди на сцене Латвийской Национальной оперы (спектакль Андрейса Жагарса). В 2015 году стала обладательницей Гран-при Международного конкурса вокалистов в Минске. В апреле 2016 года вернулась в Музыкальный театр Карелии, чтобы исполнить там партию Виолетты в «Травиате» Верди.
В 2016 году исполнила партию Виолетты в «Травиате» Верди в постановке Роберта Уилсона в Пермской опере (дирижёр Теодор Курентзис). Премьера спектакля состоялась на Дягилевском фестивале. Позже видеозапись спектакля транслировалась в кинотеатрах в рамках проекта TheatreHD.

## Видеозаписи
- 2016 — «Травиата» Джузеппе Верди (Виолетта); реж. Роберт Уилсон; дир. Теодор Курентзис (прокат в кино — август 2016; не издавалась).

## Признание

### Отзывы
Теодор Курентзис:
Есть ещё Надежда Павлова... Ты её ещё не слышала, ты просто влюбишься в неё. Она будет в первом составе «Дон Жуана». Ее привез Платонов, где-то услышал. Она шикарная драматическая актриса, огонь.
Гюляра Садых-Заде, «Ведомости»:
Главное открытие и потрясение пермского спектакля — Надежда Павлова в партии Виолетты. Её яркое, трепетное, сияющее сопрано со сказочной лёгкостью берёт верхние ноты на пиано — порою казалось, она могла бы спеть их на октаву выше — её восхитительная музыкальность, эмоциональность и самоотдача стали важнейшим залогом успеха спектакля.
Екатерина Бирюкова, colta.ru:
Вместе с новой выдающейся дирижёрской трактовкой вердиевской партитуры обретена и новая звезда. Молодая солистка Пермского театра оперы и балета со звонким балетным именем Надежда Павлова найдена пару сезонов назад в Петрозаводске и уже замечена в роли Донны Анны в постановке «Дон Жуана», приезжавшей в этом году в Москву на «Золотую маску». Её сильный, чистый и смелый голос творит чудеса вместе с руками ворожащего в оркестровой яме Курентзиса, а актёрский талант наполняет громадным внутренним содержанием её скованную режиссёрскими запретами героиню.

### Награды
- 2017 — Премия «Золотая маска» в категории «Опера / Женская роль»[4]
- 2018 — Заслуженная артистка Российской Федерации[5]
- 2020 — Премия «Casta Diva» в категории «Певица года»[6]
- 2022 — Номинация на премию «Золотая маска» в категории «Опера / Женская роль»[7]